# Daniele De Rossi
Daniele De Rossi (Rim, 24. srpnja 1983.) talijanski je nogometni trener i bivši nogometaš. Trenutačno je bez kluba.

## Karijera

### Klupska karijera
De Rossi je svoje nogometne početke započeo u momčadi Ostiamare 1997. godine. Od 2000. prelazi u mladu momčad AS Rome, gdje je igrao kao napadač. Do 2003. igrao je za mladu momčad, s time da je od 2001. postepeno ulazio u igru u seniorima AS Rome. Debi za prvu momčad imao je 10. listopada 2001. protiv belgijskog Anderlecht Bruxellesa, u Ligi prvaka. Debi u Serie A imao je 25. siječnja 2003. protiv Coma.
10. svibnja iste godine u utakmici protiv Torina je prvi puta zaigrao u početnom sastavu, te je u toj utakmici postigao i prvi pogodak u prvenstvu.
U ožujku 2006., igrača je sudac Mauro Bergonzi na kraju utakmice pohvalio za fair-play igru. AS Roma je tada gubila s 1:0 u prvenstvenoj utakmici protiv Messine. De Rossi je postigao pogodak rukom koji sudac nije vidio, no igrač je svejedno priznao sucu svoj prekršaj, te je gol poništen. Ipak, Roma je na kraju uspjela pobijediti s 2:1.
U sezoni 2006./07., De Rossi je u utakmici protiv Fiorentine postigao pogodak s udaljenosti od 36 metara, francuskom golmanu Sébastienu Freyu. Također, De Rossi je iste sezone u Ligi prvaka postigao pogodak Manchester Unitedu za 1:0 pobjedu, u četvrtfinalu natjecanja.
Iako u matičnom klubu AS Romi igra na poziciji povučenog veznog, u reprezentaciji igra na poziciji srednjeg veznog u paru s Gennarom Gattusom. Tamo oboje imaju tendenciju kretanja u napad, te zbog toga De Rossi ima bolji prosjek postignutih pogodaka u reprezentaciji, nego u matičnom klubu.
Nakon 40 nastupa i pet pogodaka u 2016./17. sezoni, De Rossi je produžio svoj ugovor s rimskim klubom do 2019. godine.

### Reprezentativna karijera
De Rossi je prikupio nekolicinu nastupa u talijanskim do 19 i do 20 reprezentativnim selekcijama. S mladom talijanskom reprezentacijom bio je europski prvak 2004. na prvenstvu održanom u Njemačkoj. Iste godine, s mladom reprezentacijom je osvojio brončanu medalju na Olimpijadi u Ateni. Nekoliko tjedana nakon povratka iz Grčke, Daniele De Rossi je prvi puta nastupio za talijansku seniorsku reprezentaciju. U kvalifikacijskoj utakmici protiv Norveške, odigranoj u Palermu, postigao je pogodak za 2:1 pobjedu Italije.

#### SP 2006.
Daniele De Rossi bio je član talijanske reprezentacije koja je nastupila na Mundijalu 2006. U utakmici u skupini, protiv SAD-a, De Rossi je dobio direktni crveni karton zbog udarca u lice Briana McBridea. Amerikanac je napustio teren s krvavim licem, no vratio se u igru nakon liječničke pomoći. Britanski BBC je De Rossijev nesportski čin popratio riječima: "Osramotio je sebe s odvratnim, nepotrebnim laktom u lice Briana McBridea."
Talijan se poslije ispričao McBrideu, no suspendiran je na sljedeće 4 utakmice te kažnjen s 10.000 CHF.
Nakon što je diskvalificiran za sljedeća četiri susreta, De Rossi je zaigrao za Italiju u finalu protiv Francuske. Tada je ušao u igru u 61. minuti kao zamjena za legendu AS Rome, Francesca Tottija. Nakon što je utakmica nakon produžetaka završena neodlučenim rezultatima (1:1), pobjednik se odlučivao jedanaestercima. Daniele De Rossi je pucao i realizirao treći jedanaesterac za Italiju, te time "pomogao" svojoj zemlji da osvoji četvrti naslov svjetskog prvaka u povijesti.

#### EURO 2008.
De Rossi je igrao sve reprezentativne utakmice kvalifikacija za Euro 2008., te je pritom postigao pogodak protiv Gruzije. Nakon što je Francesco Totti završetkom Mundijala 2006. objavio kraj reprezentativne karijere, De Rossi je dobio čast da nosi dres s brojem 10.
Dne 17. lipnja 2008., tijekom Europskog prvenstva u Austriji i Švicarskoj, De Rossi je protiv Francuske postigao pogodak iz slobodnog udarca za 2:0 pobjedu. Prilikom tog slobodnog udarca, Thierry Henry je skrenuo loptu u gol. To je bio De Rossijev peti reprezentativni pogodak koji je omogućio Italiji da se plasira u četvrtfinale prvenstva. U utakmici četvrtfinala protiv Španjolske, pobjednik je odlučivan izvođenjem jedanaesteraca. Španjolski vratar Iker Casillas uspio je obraniti De Rossijev penal, te se Španjolska plasirala u polufinale rezultatom 4:2 u jedanaestercima.

#### Kup konfederacija 2009.
2009. Italija je nastupala na Kupu konfederacija održanom u Južnoj Africi. Na utakmici protiv SAD-a, igranoj u Pretoriji, 15. lipnja 2009., Italija je gubila 1:0, pogotkom Landona Donovana na početku utakmice. Na 1:1 izjednačuje Giuseppe Rossi, dok Daniele De Rossi postiže pogodak za 2:1 vodstvo Italije niskim udarcem iz velike daljine. Za 3:1 pobjedu "pobrinuo" se Andrea Pirlo svojim pogotkom.
Mnogi smatraju da bi Daniele De Rossi mogao postati novi talijanski kapetan, nakon Fabija Cannavara. Ljubimac je talijanskih navijača koji ga smatraju važnim igračem, jer igra važnu ulogu u "razbijanju" protivničke igre.

#### SP 2010.
10. rujna 2008. igrač je u kvalifikacijskoj utakmici za Mundijal u JAR-u, odigranoj u Udinama, prvi puta postigao dva pogotka, na utakmici protiv Gruzije.
De Rossi je bio član reprezentacije koja je nastupala na Mundijalu u Južnoj Africi 2010. Za Italiju je postigao pogodak na prvoj utakmici u skupini protiv Paragvaja (1:1). 
U konačnici, Italija je kao tadašnji branitelj svjetskog naslova, doživjela debakl, te ispala već u ranoj fazi natjecanja.

#### EP 2016.
Talijanski nogometni izbornik objavio je u svibnju 2016. popis za nastup na Europskom prvenstvu u Francuskoj, na kojem je se nalazio De Rossi.

##### Pogodci za reprezentaciju
| #   | Datum               | Mjesto                                          | Protivnik    | Pogodak | Rezultat | Natjecanje                                        |
| --- | ------------------- | ----------------------------------------------- | ------------ | ------- | -------- | ------------------------------------------------- |
| 1.  | 4. rujna 2004.      | Stadio Renzo Barbera, Palermo, Italija          | Norveška     | 1:1     | 2:1      | Kvalifikacije za SP 06' u Njemačkoj               |
| 2.  | 13. listopada 2004. | Stadio Ennio Tardini, Parma, Italija            | Bjelorusija  | 2:0     | 4:3      | Kvalifikacije za SP 06' u Njemačkoj               |
| 3.  | 1. ožujka 2006.     | Stadio Artemio Franchi, Firenca, Italija        | Njemačka     | 3:0     | 4:1      | Prijateljska utakmica                             |
| 4.  | 11. listopada 2006. | Stadion Boris Paichadze, Tbilisi, Gruzija       | Gruzija      | 1:0     | 3:1      | Kvalifikacije za EURO 08' u Austriji / Švicarskoj |
| 5.  | 17. lipnja 2008.    | Letzigrund, Zürich, Švicarska                   | Francuska    | 2:0     | 2:0      | EURO 08' u Austriji / Švicarskoj                  |
| 6.  | 10. rujna 2008.     | Stadio Friuli, Udine, Italija                   | Gruzija      | 1:0     | 2:0      | Kvalifikacije za SP 10' u Južnoj Africi           |
| 7.  | 10. rujna 2008.     | Stadio Friuli, Udine, Italija                   | Gruzija      | 2:0     | 2:0      | Kvalifikacije za SP 10' u Južnoj Africi           |
| 8.  | 15. lipnja 2009.    | Loftus Versfeld Stadion, Pretoria, Južna Afrika | SAD          | 1:2     | 1:3      | Kup konfederacija 09' u Južnoj Africi             |
| 9.  | 14. lipnja 2010.    | Cape Town Stadium, Cape Town, Južna Afrika      | Paragvaj     | 1:1     | 1:1      | SP 10' u Južnoj Africi                            |
| 10. | 7. rujna 2010.      | Stadio Artemio Franchi, Firenca, Italija        | Farski Otoci | 2:0     | 5:0      | Kvalifikacije za EURO 12' u Poljskoj / Ukrajini   |
| 11. | 15. kolovoza 2012.  | Stade de Suisse, Bern, Švicarska                | Engleska     | 0:1     | 2:1      | Prijateljska utakmica                             |
| 12. | 12. listopada 2012. | Stadion Hrazdan, Erevan, Armenija               | Armenija     | 2:1     | 3:1      | Kvalifikacije za SP 14' u Brazilu                 |
| 13. | 16. listopada 2012. | Stadio Giuseppe Meazza, Milano, Italija         | Danska       | 2:0     | 3:1      | Kvalifikacije za SP 14' u Brazilu                 |
| 14. | 21. ožujka 2013.    | Stade de Genève, Ženeva, Švicarska              | Brazil       | 1:2     | 2:2      | Prijateljska utakmica                             |
| 15. | 19. lipnja 2013.    | Arena Pernambuco, Recife, Brazil                | Japan        | 1:2     | 4:3      | Kup konfederacija 13' u Brazilu                   |
| 16. | 4. rujna 2014.      | San Nicola, Bari, Italija                       | Nizozemska   | 2:0     | 2:0      | Prijateljska utakmica                             |
| 17. | 6. rujna 2015.      | Renzo Barbera, Palermo, Italija                 | Bugarska     | 1:0     | 1:0      | Kvalifikacije za SP 14' u Brazilu                 |
| 18. | 6. lipnja 2016.     | Stadio Marc'Antonio Bentegodi, Verona, Italija  | Finska       | 2:0     | 2:0      | Prijateljska utakmica                             |
| 19. | 6. listopada 2016.  | Juventus Stadium, Torino, Italija               | Španjolska   | 1:1     | 1:1      | Kvalifikacije za SP 18' u Rusiji                  |
| 20. | 24. ožujka 2017.    | Renzo Barbera, Palermo, Italija                 | Albanija     | 1:0     | 2:0      | Kvalifikacije za SP 18' u Rusiji                  |

## Privatni život
De Rossijev otac je Alberto De Rossi, bivši igrač i trener AS Rome. Daniele De Rossi oženio se za Tamaru Pisnoli, 18. svibnja 2006. Par je prekinuo početkom 2009.
De Rossi je debitirao za AS Romu u dresu s brojem 27, kojeg je nosio dvije sezone. Nakon toga zamijenio je dres s brojem 4 koji je nosio i u reprezentaciji tijekom Mundijala 2006. U AS Romi je dres s brojem 4 zamijenio brojem 16 u sezoni 2005./06. Razlog je bio što mu se kćer iz braka s Tamarom Pisnoli, rodila 16. lipnja 2005.
Tijekom Europskog prvenstva 2008. u Austriji i Švicarskoj, Daniele De Rossi odabran je kao glasnogovornik čipsa Pringles. Taj čips za vrijeme EURO-a, reklamirale su i druge nogometne zvijezde, kao što su: Thierry Henry, Fernando Torres, Alexander Frei, Philipp Lahm i Michael Owen. Također, pojavio se i u Adidasovoj reklami zajedno sa Stevenom Gerrardom, Michaelom Ballackom i Davidom Beckhamom.
Igrač se nalazio i na naslovnici video-igre FIFA 09, namijenjenoj talijanskom tržištu. Slika je preuzeta tijekom De Rossijeva slavlja prilikom postizanja pogotka protiv Inter Milana u talijanskom Superkupu 2009.

## Osvojeni trofeji

### Klupski trofeji
| Italija             | Italija    | Italija |
| Klub                | Natjecanje | Godina  |
| ------------------- | ---------- | ------- |
| Coppa Italia        | AS Roma    | 2007.   |
| Supercoppa Italiana | AS Roma    | 2007.   |
| Coppa Italia        | AS Roma    | 2008.   |

### Reprezentativni trofeji
| Italija                            | Italija | Italija |
| Natjecanje                         | Godina  | Medalja |
| ---------------------------------- | ------- | ------- |
| Europsko prvenstvo U21 u Njemačkoj | 2004.   | Zlato   |
| Olimpijada u Ateni                 | 2004.   | Bronca  |
| Svjetsko prvenstvo u Njemačkoj     | 2006.   | Zlato   |

### Individualni trofeji
| Italija                      | Italija |
| Trofej                       | Godina  |
| ---------------------------- | ------- |
| Najbolji mladi igrač Serie A | 2006.   |
| Talijanski igrač godine      | 2009.   |

### Ordeni
- Cavaliere Ordine al merito della Repubblica Italiana: 2006.

- Collare d'oro al Merito Sportivo: 2006.

- Ufficiale Ordine al merito della Repubblica Italiana: 2006.

## Vanjske poveznice
- Profil igrača na stranicama A.S. Rome  Arhivirana inačica izvorne stranice od 23. srpnja 2009. (Wayback Machine)
- Profil igrača na stranicama Talijanskog nogometnog saveza  Arhivirana inačica izvorne stranice od 17. studenoga 2010. (Wayback Machine)
- Statistika sudjelovanja na FIFA.com  Arhivirana inačica izvorne stranice od 8. lipnja 2010. (Wayback Machine)
- Profil i baza podataka igrača na FootballDataBase.com